# Yevgueni Tiúrnev
Yevgueni Ígorevich Tiúrnev (Gátchina, Rusia, 8 de abril de 1997) es un tenista profesional ruso. En su carrera ha conseguido en total tres títulos Challenger, dos en categoría individual y uno en dobles. El 14 de febrero de 2022 obtuvo su mejor ranking individual al quedar 265° del mundo, mientras que el 30 de abril de 2018 logró quedar 291° en dobles. 

## Carrera
El 18 de septiembre de 2017 debutó en un encuentro de categoría ATP en la primera ronda de Torneo de San Petersburgo tras recibir una wildcard, pero cayó ante Philipp Kohlschreiber por 6-1, 6-3 en poco más de una hora.
Durante sus primeros años jugó principalmente torneos Futures y hasta 2021 solo tenía cinco victorias en competencias Challenger. Sin embargo, siendo el 403° del mundo, recibió una invitación para el Torneo de San Petersburgo II disputado en marzo de ese año. Tras superar durante la semana a ex top-100 como Mirza Basic y Marius Copil, en la final venció al polaco Kacper Żuk por 6-4, 6-2 para levantar su primer título en la categoría. Con los triunfos de esa semana consiguió subir hasta la posición 293° del ranking ATP. Ya en diciembre, ganó su segundo título Challenger en el torneo de Antalya IV tras vencer en la final a Oleg Prihodko por 3–6, 6–4, 6–4.

## Títulos Challenger

### Individuales (2)
| N.º | Fecha                   | Torneo                           | Superficie     | Oponente en la final | Resultado     |
| --- | ----------------------- | -------------------------------- | -------------- | -------------------- | ------------- |
| 1.  | 14 de marzo de 2021     | Challenger de San Petersburgo II | Pista dura (i) | Kacper Żuk           | 6-4, 6-2      |
| 2.  | 13 de diciembre de 2021 | Challenger de Antalya IV         | Pista dura     | Oleg Prihodko        | 3–6, 6–4, 6–4 |

### Dobles (1)
| No. | Fecha               | Torneo                 | Superficie    | Compañero         | Rival en la final           | Resultado |
| --- | ------------------- | ---------------------- | ------------- | ----------------- | --------------------------- | --------- |
| 1.  | 16 de abril de 2022 | Challenger de Barletta | Tierra batida | Evgeny Karlovskiy | Ben McLachlan Szymon Walków | 6-3, 6-4  |